# Окульський
Окульський — струмок (річка) в Україні у Тячівському районі Закарпатської області. Ліва притока річки Турбат (басейн Дунаю).

## Опис
Довжина струмка приблизно 5,49 км, найкоротша відстань між витоком і гирлом — 4,74  км, коефіцієнт звивистості річки — 1,14 . Формується багатьма гірськими струмками.

## Розташування
Бере початок на південних схилах безіменного плоскогір'я (1542,3 м). Тече переважно на північний схід хвойним лісом і на південно-східній стороні від гори Латундур (1443,6 м) впадає у річку Турбат, ліву притоку річки Брустурянки.